# هانس اولسن
هانس اولسن هو دراج دنماركي، ولد في 1885 في Roholte ‏ في الدنمارك، وتوفي في 4 ديسمبر 1969.

## وصلات خارجية
- هانس اولسن على موقع إحصائيات الدراجات الإحترافية (الإنجليزية)
- هانس اولسن على موقع أوليمبيديا (الإنجليزية)